# Тетрателлурид трипразеодима
Тетрателлурид трипразеодима — бинарное неорганическое соединение
соль празеодима и теллура
с формулой Pr3Te4,
кристаллы.

## Получение
- Сплавление стехиометрических количеств чистых веществ:

{\displaystyle {\mathsf {3Pr+4Te\ {\xrightarrow {1650^{o}C}}\ Pr_{3}Te_{4}}}}

## Физические свойства
Тетрателлурид трипразеодима образует кристаллы
кубической сингонии,
пространственная группа I 43d,
параметры ячейки a = 0,9487 нм, Z = 4,
структура типа тетрафосфида тритория Th3P4
.
Соединение конгруэнтно плавится при температуре 1650°C (1700°C)
и имеет область гомогенности 55÷58,5 ат.% теллура.